# Szindh

Szindh elhelyezkedése Pakisztán fő közigazgatási egységei között

Szindh zászlója

Szindh címere

Szindh (szindhiül سنڌ, urduul سندھ) Pakisztán négy tartománya közül a második legnagyobb, a szindhi nép hazája. A szindhik mellett más népek, így urdu nyelvűek is élnek itt, akik akkortájt vándoroltak be ide, amikor India elnyerte függetlenségét és két részre szakadt.
Székhelye Pakisztán legnépesebb városa, Karacsi. Területe 140 914 km², népessége 2006-os becslés szerint 56 848 782. Szindh tartomány 23 kerületből áll és 160 városa van.
Szomszédai nyugaton és északon Beludzsisztán, északon Pandzsáb, keleten az indiai Rádzsasztán és Gudzsarát, délen pedig az Arab-tenger. Legfontosabb nyelvei a szindhi és az urdu, más itt beszélt nyelvek: multani és beludzs.
Szindhre gyakran utalnak „az Iszlám kapuja” (Bab-al-Iszlam) néven, mert ez volt az első terület Dél-Ázsiában, ahol elterjedt az iszlám.

## Neve
Szanszkrit nyelven neve Szindhu volt, azaz „óceán”. Az asszírok már a Kr. e. 7. században Szinda néven ismerték, perzsa neve Abiszind volt, görögül Szinthosz. Az ókori Róma lakói a Sindus nevet használták, kínai neve Szin-tou, az arab Szind.
A Bhágavata-purána hindu szöveg Abhirrdesh (Abhira Királyság) részeként említi. Más történelmi neve: Aparanta.

## Képek

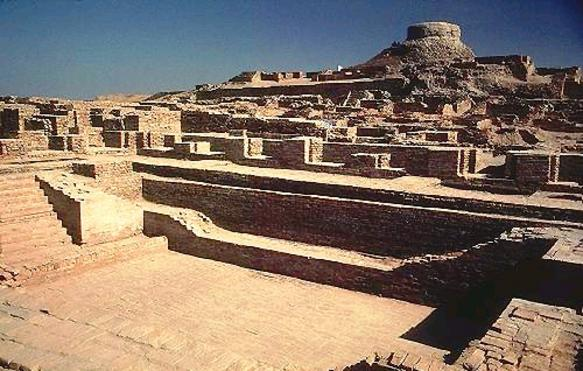
Mohendzsodáro romjai Larkana város közelében
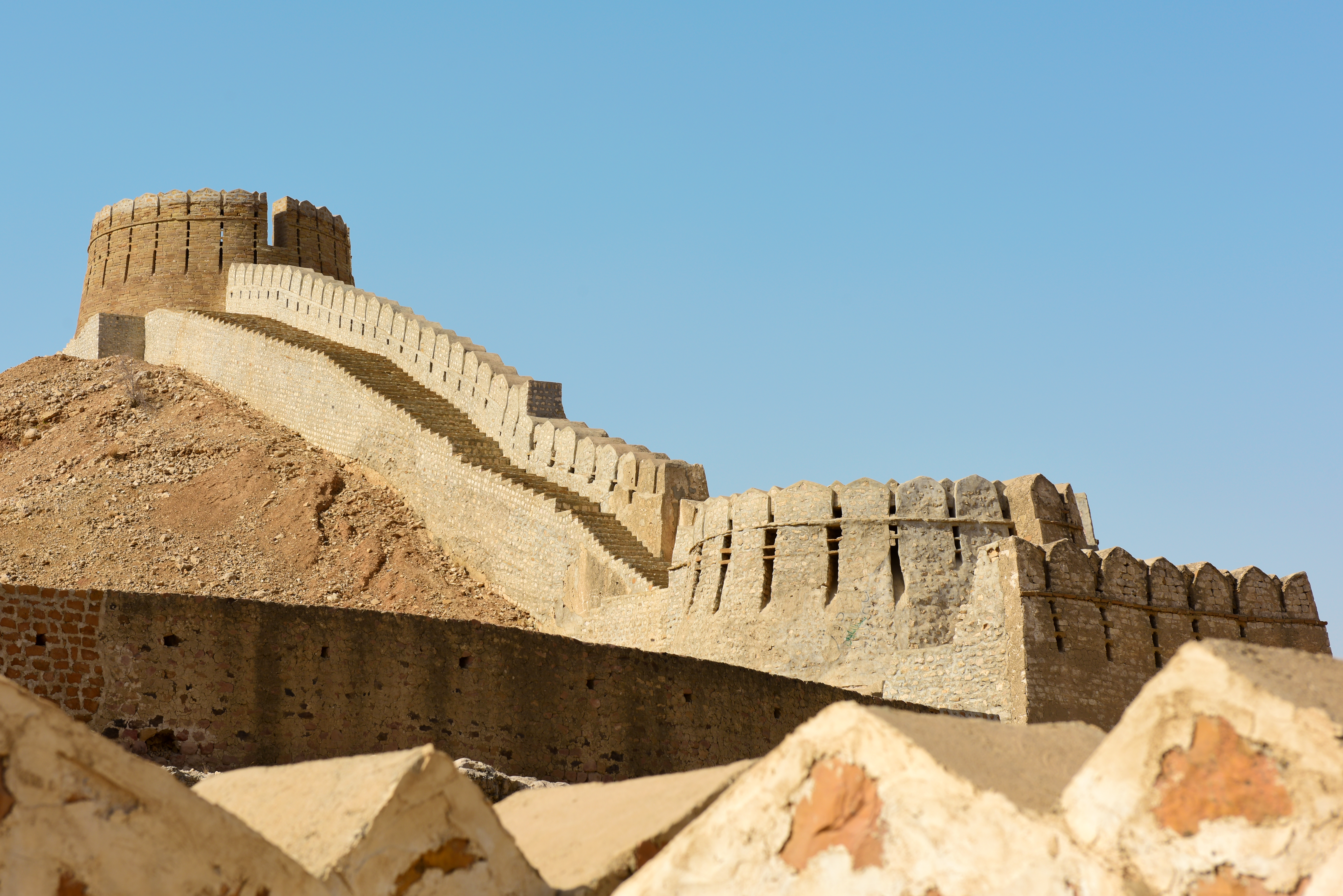
A Ranikot erőd Sann közelében
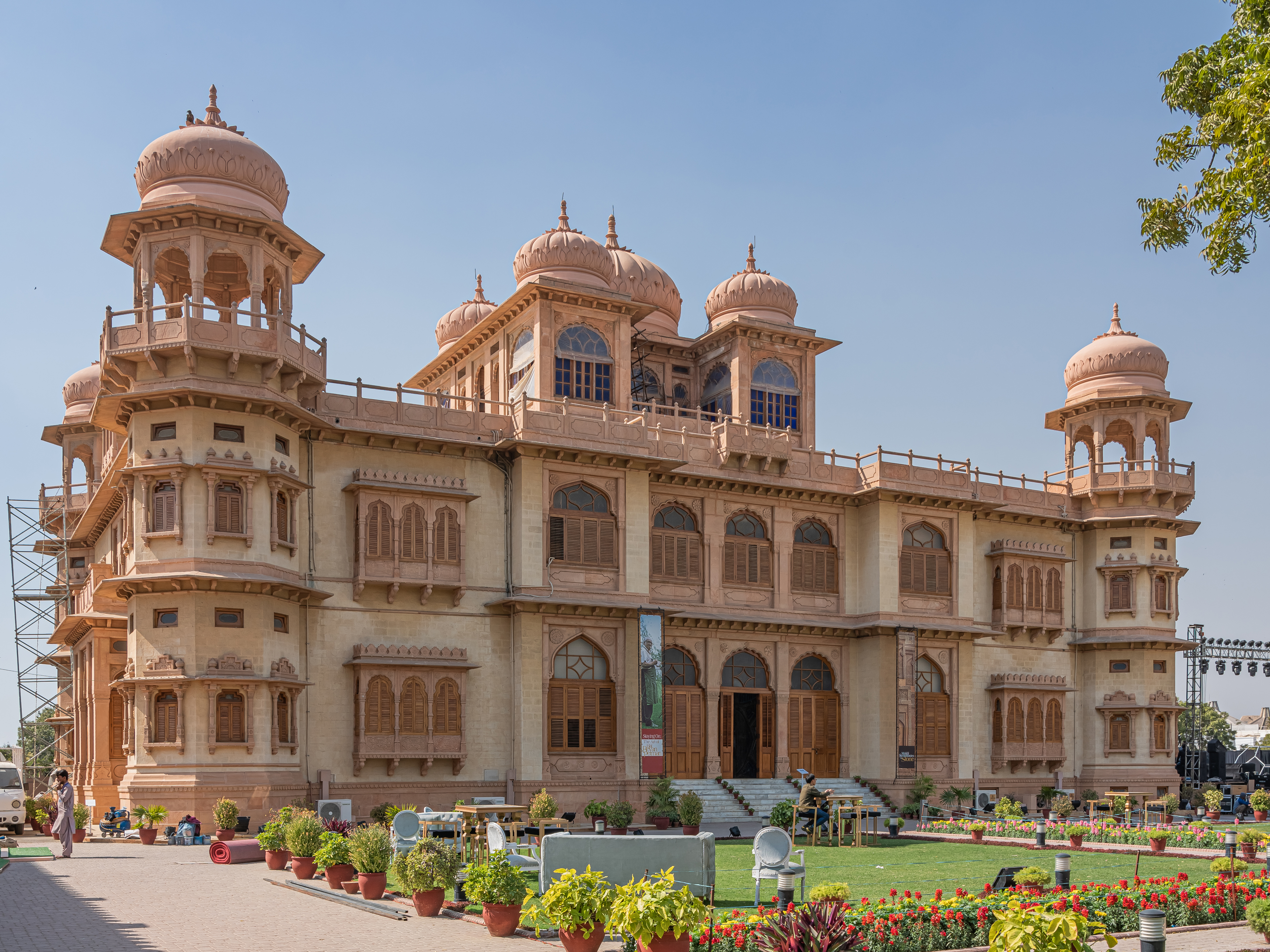
A Mohatta Palota Karacsiban